# Kuhalm (Gurktaler Alpen)
Die Kuhalm ist eine Almregion mit 1784 m ü. A. hohem Gipfel in den Metnitzer Bergen der Gurktaler Alpen, an der Grenze zwischen Kärnten und der Steiermark.

## Lage und Landschaft
Die Kuhalm erhebt sich zwischen St. Lambrecht in einem Seitental am Neumarkter Sattel, Laßnitz bei Murau im nächsten Nebental im oberen Murtal, und dem Metnitztal im Norden Kärntens. Sechs Kilometer östlich der Kuhalm liegt die Grebenzen, ein Nord-Süd ausgerichteter Kalkstock mit mehreren Erhebungen bis 1892 m. Westlich liegt der Sattel beim Priewaldkreuz ( 1342 m), dann der Gipfel des Mittagskogel (1577 m), und nach weiteren Erhebungen die Kuchalm (1765 m).
Nördlich fließt der Sommerauenbach über den Thajabach zur Mur. Die Westflanke entwässert zum Priewaldbach, der als einer der beiden Quellflüsse des Laßnitzbaches ebenfalls in die Mur mündet. Südlich geht der Roßbach zur Metnitz und zur Gurk. Mur wie Gurk sind Drau-Nebenflüsse.

## Erschließung und Touren
Der Berg ist von allen Seiten einfach zugänglich. Von St. Lambrecht führt ein markierter Weg von der Vorstadt durch die Unteralpe bzw. den Buchwald hinauf. Sonst ist der Gipfel auch von der Laßnitzer und der Metnitztaler Seite (von Ingolsthal) auf zahlreichen Forstwegen erreichbar.
Auf der benachbarten Kuchalm ist der erste Windpark Kärntens in Planung. Dazu stand dort auch mehrere Jahre ein Mess-Windrad. Auf der Kuhalm selbst ist kein Ausbau geplant: Der Berg gehört zwar nicht mehr direkt zum Naturpark Zirbitzkogel-Grebenzen, trotzdem würden sie das Landschaftsbild stören. Auf steirischer Seite ist keine Windenergie-Planungszone vorgesehen, und laut Kärntner Windparkverordnung 2013 ist der Gipfel zu einsichtig.